# 郭鏡
郭 鏡（朝鮮語: 곽경）は、高麗の文官であり、朝鮮氏族の玄風郭氏の始祖である。
中国宋の弘農郡から高麗に帰化した。1138年に科挙に及第、門下侍中平章事を務め、金紫光禄大夫の官職を務め、苞山君に封ぜられた。